# Jan Chodorowski (materiałoznawca)

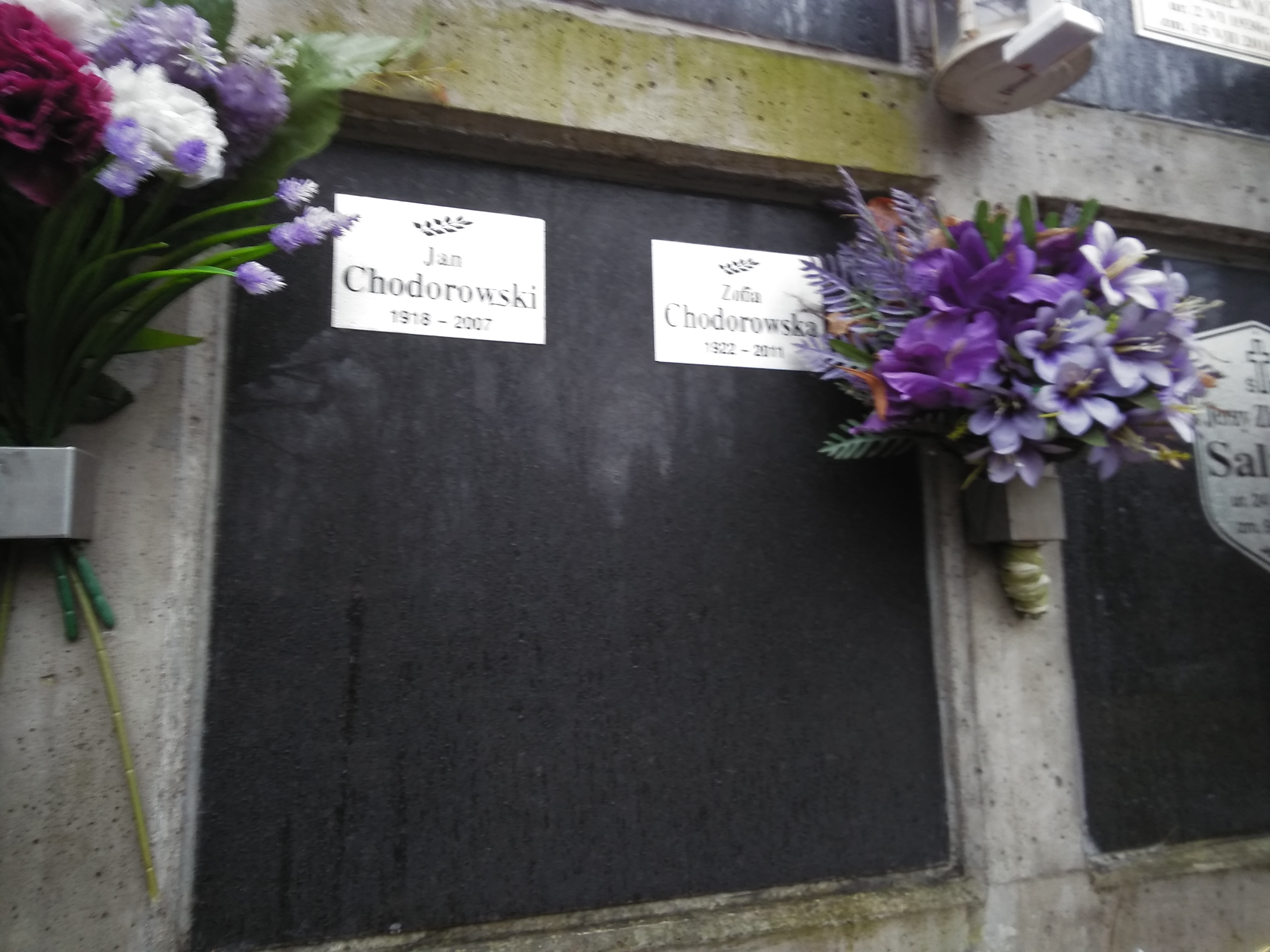
Grób Jana Chodorowskiego na Cmentarzu Wojskowym na Powązkach

Jan Chodorowski (ur. 2 listopada 1918 w Kościejowie, zm. 25 lipca 2007 w Warszawie) – polski materiałoznawca, profesor Wydziału Inżynierii Materiałowej Politechniki Warszawskiej, autor publikacji naukowych – specjalność metaloznawstwo i obróbka cieplna.

## Życiorys
Podczas swojego pobytu w Łodzi w latach 40. mieszkał w domu czynszowym przy ul. Narutowicza 107, gdzie mieszkali również inni pracownicy naukowi Uniwersytetu Łódzkiego, m.in.: Mieczysław Wallis, Kazimierz Secomski, Bogdan Wróblewski czy Franciszek Sadowski.
Tytuł profesora otrzymał w 1964 roku.

## Pochówek
Spoczywa na Cmentarzu Wojskowym na Powązkach (kw. AIII kol.-3-30).

## Wybrana bibliografia
- Materiałoznawstwo lotnicze (Oficyna Wydawnicza Politechniki Warszawskiej, 1996 [wydanie czwarte], ISBN 83-86569-49-2) wspólnie z Andrzejem Ciszewskim i Tadeuszem Radomskim